# Navařování

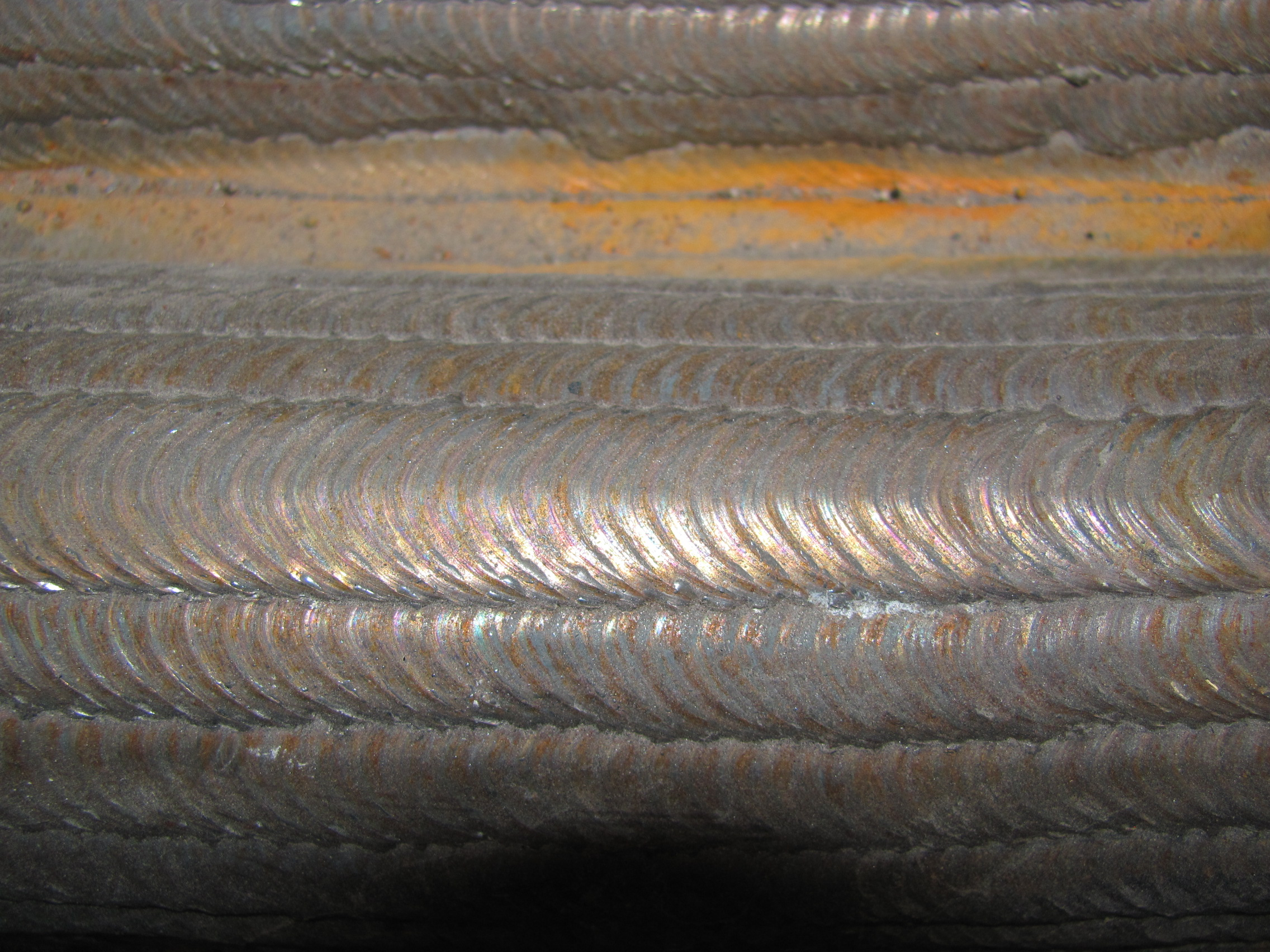
Návar na kotlové trubce

Navařování je nanášení nového materiálu – návaru – na povrch základního materiálu (substrátu) za použití metod podobných či stejných jako u svařování. Návar je zpravidla i první housenka, kterou začínající svářeč vyrobí.

## Použití
Navařování se provádí za účelem zvýšení funkčních požadavků povrchu především strojních zařízení a součástí, např. pro zvýšení odolnosti proti mechanickému opotřebení (abraze, eroze, adheze, kavitace, únavové opotřebení), zvýšení korozivzdornosti nebo jako renovace a opravy opotřebovaných součástí. Běžné užití navařování lze nalézt i v železničním stavitelství pro opravy temen kolejnic městských drah.

## Metody pro navařování
Metody navařování jsou principiálně shodné s technologiemi svařování. Cílem je roztavit a uložit přídavný materiál jako návar na podklad – substrát.
Běžně používané metody navařování jsou
- plamen
- elektrický oblouk
  - obalená elektroda
  - MIG/MAG
  - pod tavidlem drátovou nebo páskovou elektrodou
  - plazma
- laser
- hybridní – za použití laseru a obloukového svařování MIG/MAG